# SOM
Skidmore, Owings & Merrill (SOM) је америчка архитектонска, урбанистичка и инжењерска фирма. Основана је 1936. године у Чикагу. Друга канцеларија је отворена 1937. године у Њујорку, а потом се проширила и на градове попут Сан Франциска, Лос Анђелеса, Вашингтона, Лондона, Мелбурна, Хонгконга, Шангаја, Сијетла и Дубаија.
Са портфолиом који обухвата хиљаде пројеката у 50 земаља, једна је од најзначајнијих архитектонских фирми на свету. Позната по својој улози пионира модерне архитектуре у Америци и по свом револуционарном раду у дизајну и изградњи небодера, дизајнирао је неке од најзначајнијих светских архитектонских и урбанистичких пројеката укључујући неколико највиших зграда на свету: Вилис тауер, Светски трговински центар 1 и Бурџ Халифа. Такође је заслужна за дизајн Куле Београд која је највиши небодер у југоисточној Европи.